# 维纳斯的诞生 (热罗姆)
《维纳斯的诞生》   是法国画家让-莱昂·热罗姆的一幅油画，创作于1890年，描绘维纳斯从海里诞生的场景。
这幅画于1991年在拍卖会上出售， 目前为私人收藏。
让-莱昂·热罗姆是学院派的倡导者，学院派是以美术学院为基础的19世纪法国艺术。在他的一生中，深受希腊罗马神话的启发，也擅长女性裸体艺术。这幅画描绘了罗马神话中爱神维纳斯的诞生。女神从海上浮出水面，在一个小浪花中，被数十个天使所环绕，其中一个天使手拿金苹果，让人想起在帕里斯审判的神话中，引起争执的苹果，是送给爱神的。与同一主题的许多其他作品不同，那些作品实际上描绘的是女神抵达塞浦路斯岛，而这幅画描绘了女神诞生的时刻。背景是地平线上的一座岛屿。